# Mosquée Al-Rifa'i

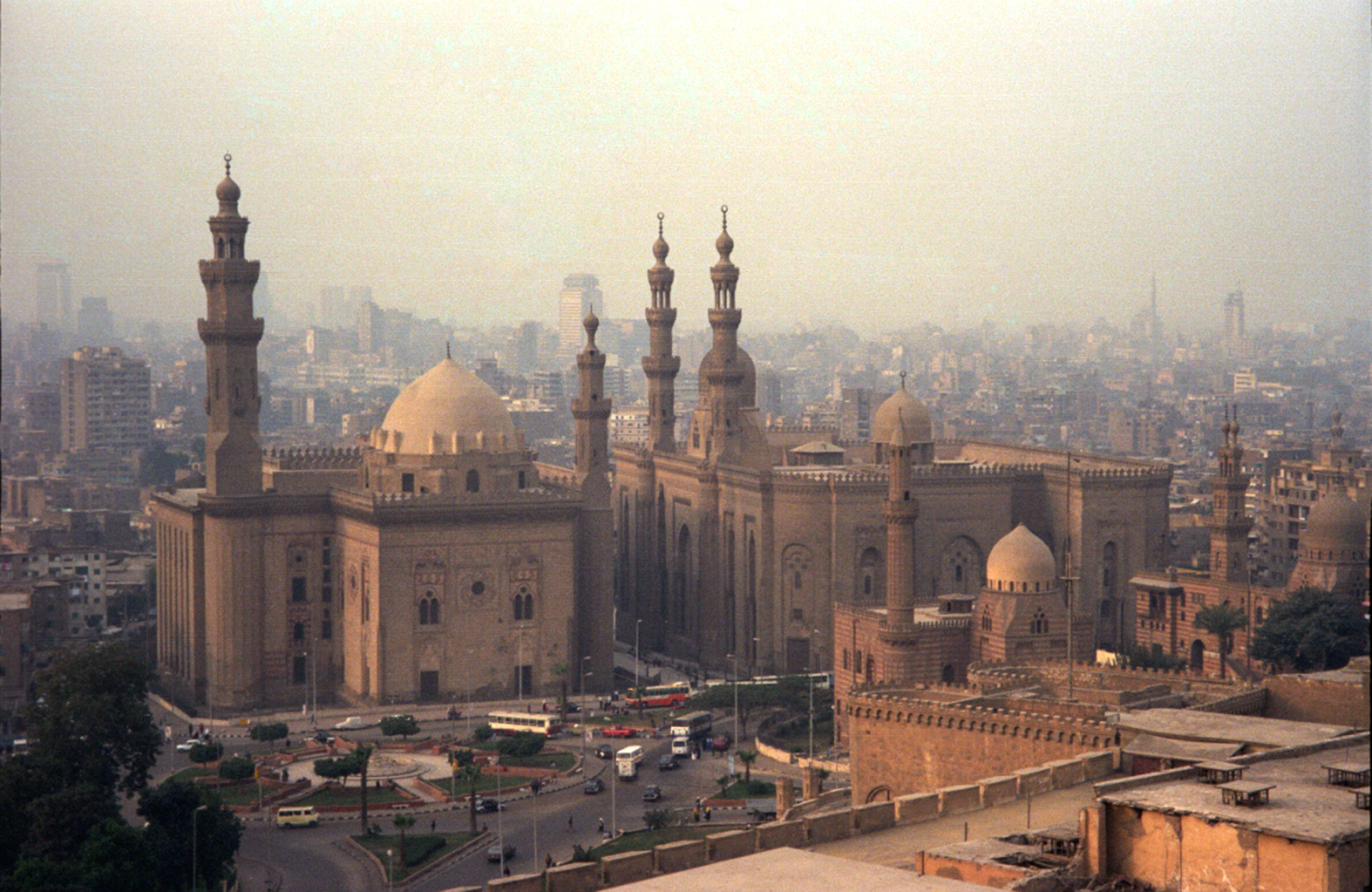
La mosquée Al-Rifa'i est à la droite, alors que la mosquée du sultan Hassan est à la gauche, les deux séparées par une étroite rue piétonne.

La mosquée Al-Rifa'i ou mosquée royale (en arabe : مسجد الرفاعى) est une mosquée située au Caire, en Égypte. De style néo-mamelouk, elle jouxte la mosquée du sultan Hassan, dont elle n'est séparée que par une étroite rue piétonne. Si elle semble présenter un lien de parenté avec sa voisine, ce n'est qu'une illusion, car cinq siècles séparent les deux constructions. Cette construction massive, aux murs ocre et aux minarets effilés, abrite les tombeaux des khédives et des rois d'Égypte, mais aussi celui du dernier shah d'Iran, réfugié en Égypte après le triomphe de la révolution islamique de 1979.

## Historique

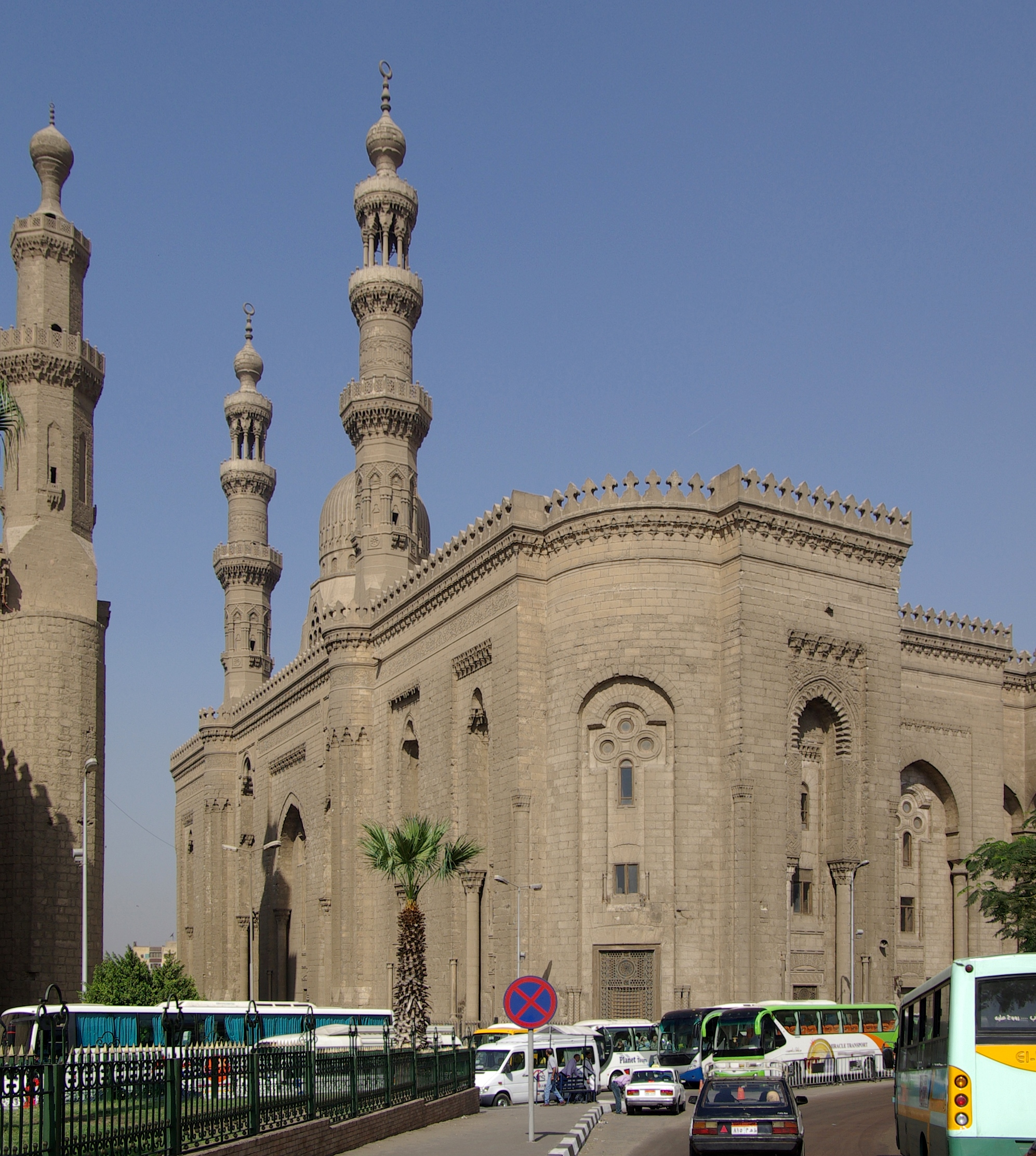
La mosquée Al-Rifa'i

La mosquée Al-Rifa'i voit le jour à la fin du XIXe siècle, et s'inscrit dans une campagne de modernisation des infrastructures cairotes (percement de nouvelles avenues, création de quartiers « à l'européenne », construction de nouveaux bâtiments). Le sanctuaire, qui se dresse à l'emplacement de l'ancienne zaouïa Al-Rifa'i (du nom de Cheikh Ahmad al-Rifa'i, mystique musulman du Moyen Âge), est une commande de la mère du khédive Ismaïl, Khoshiar Hanem, qui imagine à la fois un lieu de prière et un mausolée pour la famille royale. Les travaux, confiés au célèbre architecte Hussein Fahmi Pacha, commencent en 1869 mais sont freinés par la mort de l'architecte, l'abdication du khédive (1879) et la mort de Khoshiar Hanem (1885). Le chantier ne reprend pas avant 1905, sous la direction de l'architecte autrichien Max Herz, chef du Comité pour la conservation des monuments arabes du Caire. Les minarets se dressent dans le ciel du Caire à partir de 1909, et la mosquée est achevée en 1911. Elle est ouverte au culte l'année suivante, en 1912.

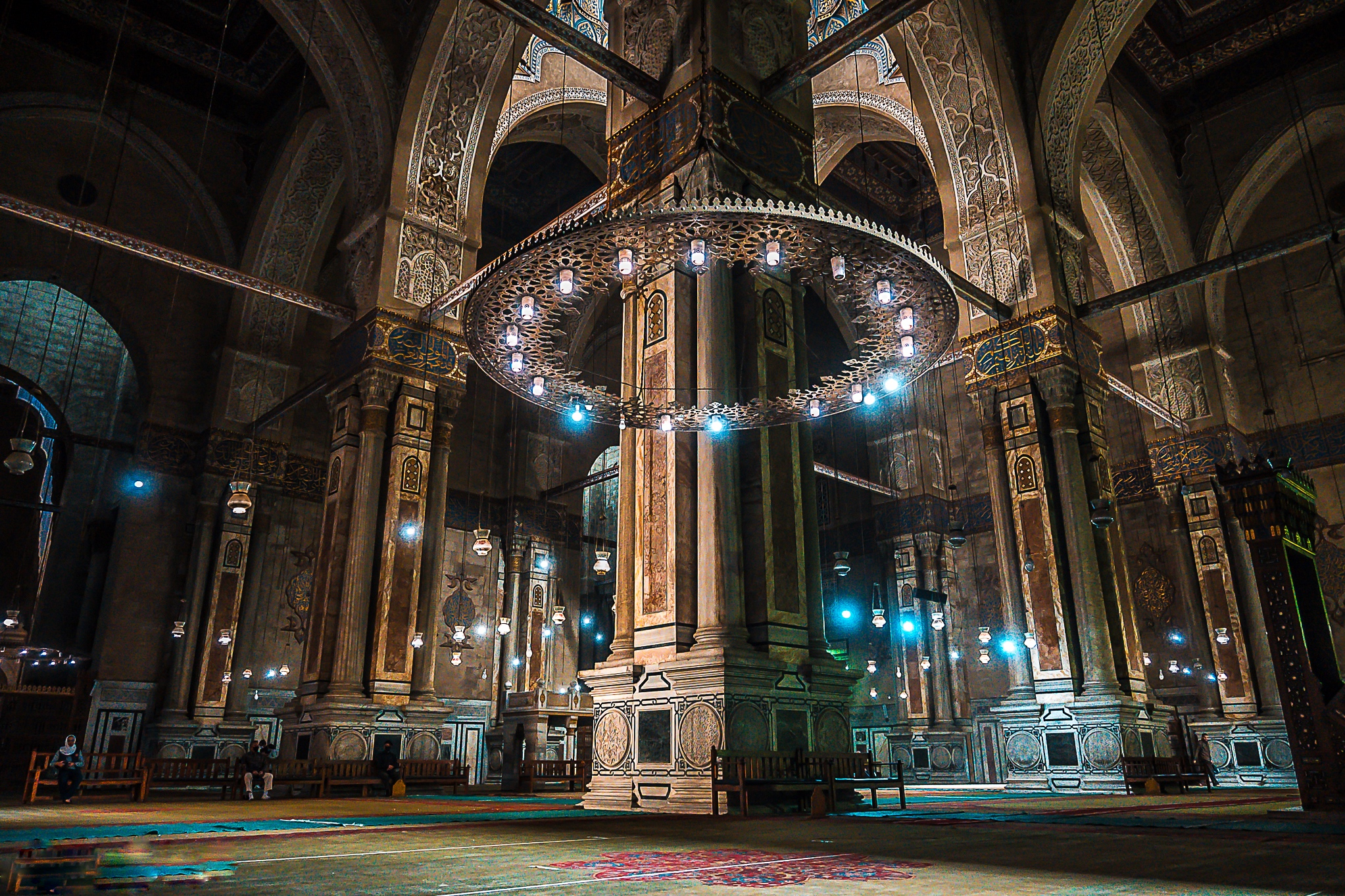
Intérieur de la mosquée.

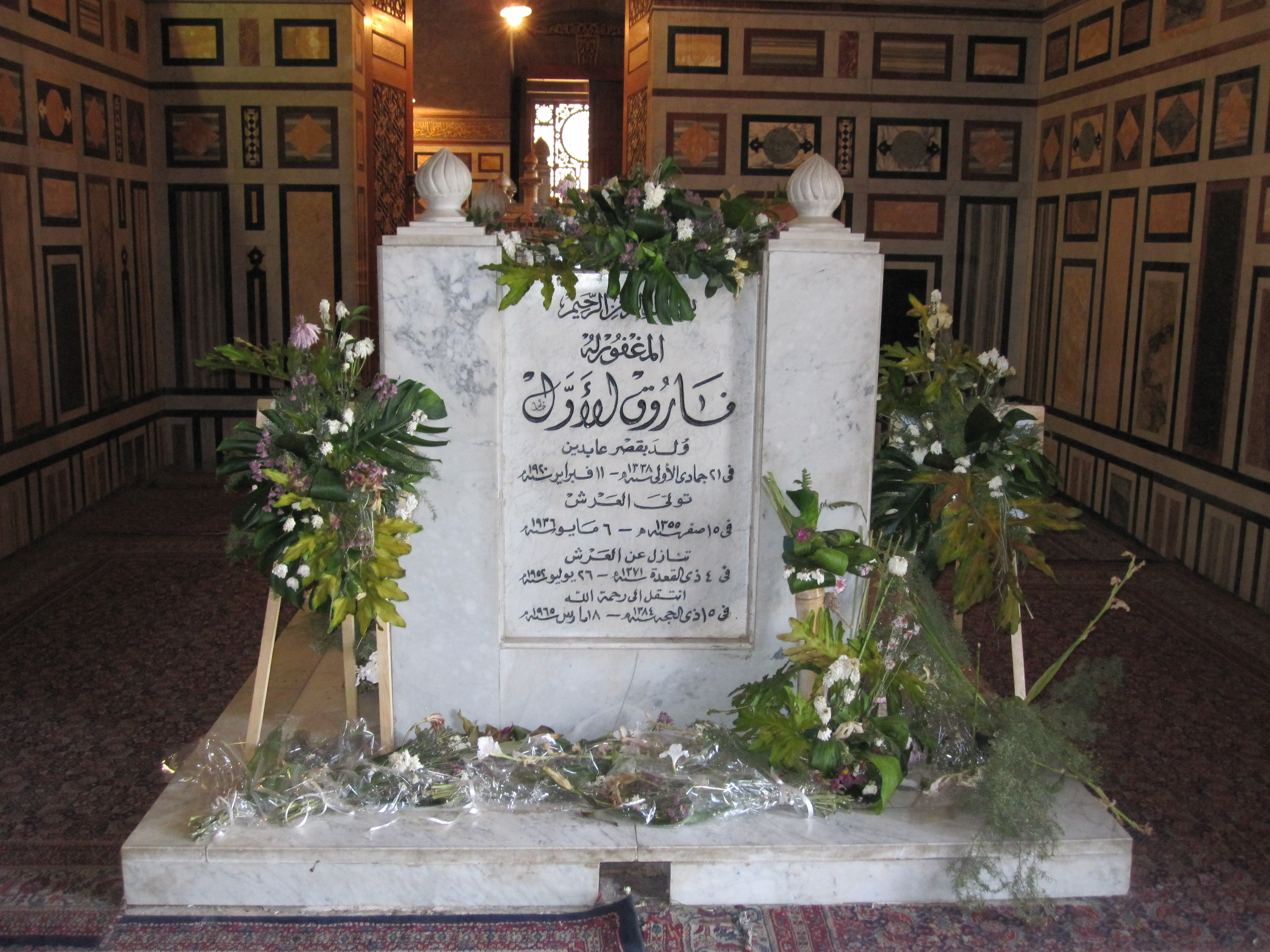
La tombe du roi Farouk

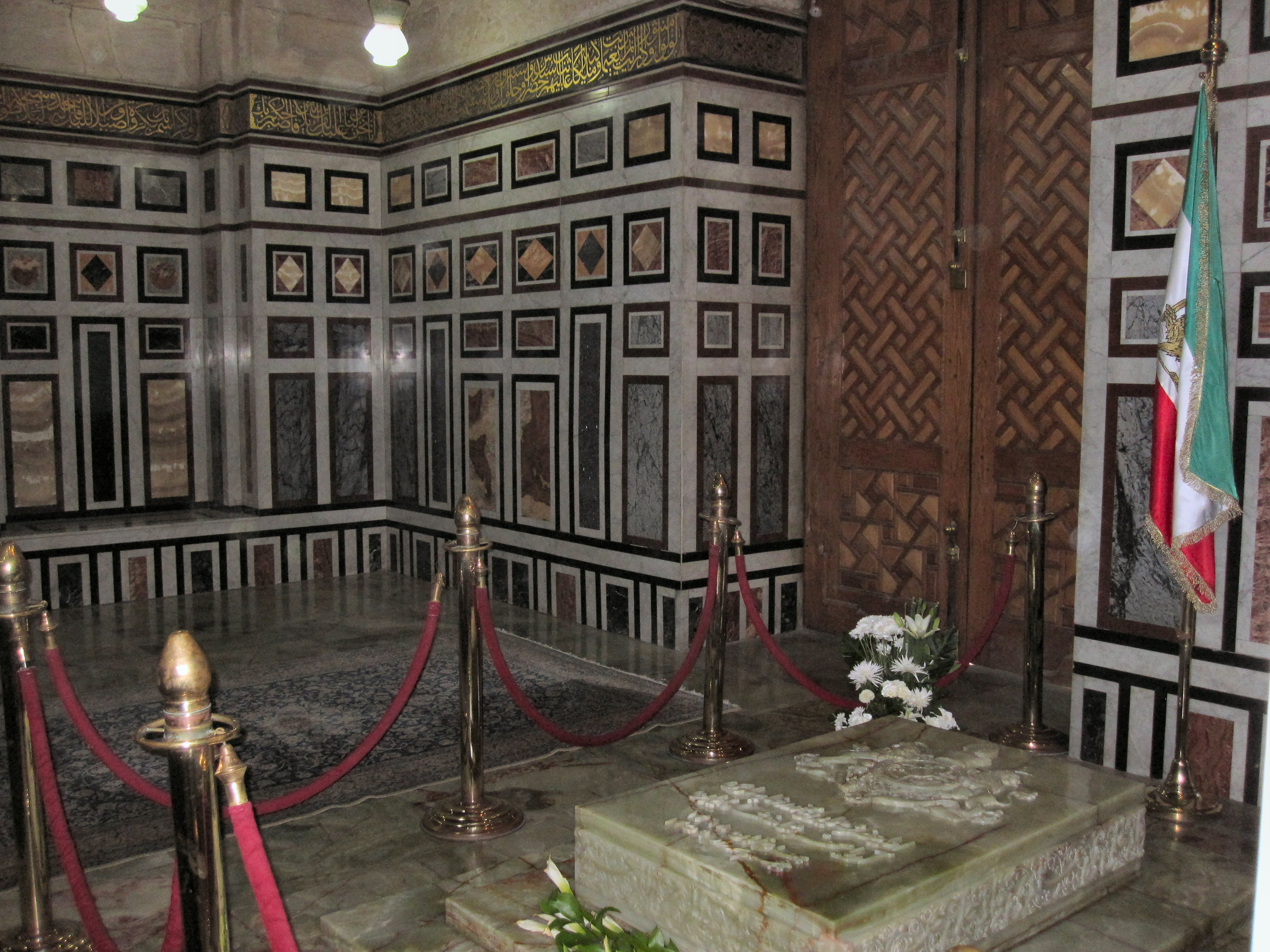
La tombe de Mohammed Reza, dernier shah d'Iran

Le sanctuaire épouse la forme d'un vaste rectangle de 1767 mètres carrés. Reprenant une partie de la grammaire stylistique mamelouke, il ne néglige cependant pas les emprunts à l'architecture européenne. L'intérieur, divisé en trois vaisseaux par une série de piles massives rectangulaires portant des arcs en ogives, s'articule autour d'un dôme. Les murs, couverts de stucs et de marbre, sont percés de baies agrémentées de moucharabieh aux savants entrelacs. La mosquée abrite les sépultures de plusieurs souverains égyptiens, dont le roi Farouk, dernier roi d'Égypte, mort en exil à Rome (1965). 
La mosquée abrite aussi le tombeau du dernier shah d'Iran, Mohammed Reza Shah, également mort en exil peu après la prise de pouvoir de l'ayatollah Khomeini au cours de la révolution islamique (1980). Les restes de son père, Reza Shah, fondateur de la dynastie des Pahlavi, seraient eux aussi inhumés dans le sanctuaire. Ils reposaient auparavant dans un monumental mausolée à Téhéran, mais auraient été transportés en Égypte avant la victoire des fondamentalistes chiites, qui firent dynamiter son mausolée peu de temps après. La mosquée conserve par ailleurs les restes de plusieurs mystiques musulmans, Ahmad al-Rifa'i et Ali Abi-Shubbak.
Parmi les éléments de mobilier remarquables figurent une dikka (estrade) en albâtre, portée par huit fines colonnes, un minbar en bois ouvragé et albâtre et plusieurs lustres aux dessins complexes.